# Brasiliens Grand Prix
Brasiliens Grand Prix (Grande Prêmio do Brasil på portugisisk) er et Formel 1-løb som første gang blev arrangeret i 1973 som en del af Formel 1-mesterskabet. Det blev afholdt på Autódromo Internacional Nelson Piquet-banen og afholdes nu på Autódromo José Carlos Pace-banen.

## Vindere af Brasiliens Grand Prix
| År   | Kørere                                   | Konstruktøre                             | Bane                                     | Rapport                                  | Varighed Hurtigste runde                 |
| ---- | ---------------------------------------- | ---------------------------------------- | ---------------------------------------- | ---------------------------------------- | ---------------------------------------- |
| 2022 | George Russell                           | Mercedes                                 | Interlagos                               | Rapport                                  |                                          |
| 2021 | Lewis Hamilton                           | Mercedes                                 | Interlagos                               | Rapport                                  |                                          |
| 2020 | Aflyst som følge af coronaviruspandemien | Aflyst som følge af coronaviruspandemien | Aflyst som følge af coronaviruspandemien | Aflyst som følge af coronaviruspandemien | Aflyst som følge af coronaviruspandemien |
| 2019 | Max Verstappen                           | Red Bull Racing-Honda                    | Interlagos                               | Rapport                                  |                                          |
| 2018 | Lewis Hamilton                           | Mercedes                                 | Interlagos                               | Rapport                                  |                                          |
| 2017 | Sebastian Vettel                         | Ferrari                                  | Interlagos                               | Rapport                                  |                                          |
| 2016 | Lewis Hamilton                           | Mercedes                                 | Interlagos                               | Rapport                                  |                                          |
| 2015 | Nico Rosberg                             | Mercedes                                 | Interlagos                               | Rapport                                  |                                          |
| 2014 | Nico Rosberg                             | Mercedes                                 | Interlagos                               | Rapport                                  |                                          |
| 2013 | Sebastian Vettel                         | Red Bull Racing                          | Interlagos                               | Rapport                                  |                                          |
| 2012 | Jenson Button                            | McLaren                                  | Interlagos                               | Rapport                                  |                                          |
| 2011 | Mark Webber                              | Red Bull Racing                          | Interlagos                               | Rapport                                  |                                          |
| 2010 | Sebastian Vettel                         | Red Bull Racing                          | Interlagos                               | Rapport                                  | 1:33:11.803 1:13.851 på runde 66/71      |
| 2009 | Mark Webber                              | Red Bull Racing                          | Interlagos                               | Rapport                                  | 1:32:23.081 1:13.733 på runde 25/71      |
| 2008 | Felipe Massa                             | Ferrari                                  | Interlagos                               | Rapport                                  | 1:34:11.435 1:13.736 på runde 36/71      |
| 2007 | Kimi Räikkönen                           | Ferrari                                  | Interlagos                               | Rapport                                  | 1:28:15.270 1:12.445 på runde 66/71      |
| 2006 | Felipe Massa                             | Ferrari                                  | Interlagos                               | Rapport                                  | 1:31:53.751 1:12.162 på runde 70/71      |
| 2005 | Juan Pablo Montoya                       | McLaren-Mercedes                         | Interlagos                               | Rapport                                  | 1:29:20.574 1:12.268 på runde 29/71      |
| 2004 | Juan Pablo Montoya                       | Williams-BMW                             | Interlagos                               | Rapport                                  | 1:28:01.451 1:11.473 på runde 49/71      |
| 2003 | Giancarlo Fisichella                     | Jordan-Ford Cosworth                     | Interlagos                               | Rapport                                  | 1:31:18.2 1:22.032 på runde 46/71        |
| 2002 | Michael Schumacher                       | Ferrari                                  | Interlagos                               | Rapport                                  | 1:31:43.662 1:16.079                     |
| 2001 | David Coulthard                          | McLaren-Mercedes                         | Interlagos                               | Rapport                                  | 1:39:00.834 1:15.693 på runde 38/71      |
| 2000 | Michael Schumacher                       | Ferrari                                  | Interlagos                               | Rapport                                  | 1:31:35.271 1:14.755 på runde 48/71      |
| 1999 | Mika Häkkinen                            | McLaren-Mercedes                         | Interlagos                               |                                          |                                          |
| 1998 | Mika Häkkinen                            | McLaren-Mercedes                         | Interlagos                               |                                          |                                          |
| 1997 | Jacques Villeneuve                       | Williams-Renault                         | Interlagos                               |                                          |                                          |
| 1996 | Damon Hill                               | Williams-Renault                         | Interlagos                               |                                          |                                          |
| 1995 | Michael Schumacher                       | Benetton-Renault                         | Interlagos                               |                                          |                                          |
| 1994 | Michael Schumacher                       | Benetton-Cosworth                        | Interlagos                               |                                          |                                          |
| 1993 | Ayrton Senna                             | McLaren-Cosworth                         | Interlagos                               |                                          |                                          |
| 1992 | Nigel Mansell                            | Williams-Renault                         | Interlagos                               |                                          |                                          |
| 1991 | Ayrton Senna                             | McLaren-Honda                            | Interlagos                               |                                          |                                          |
| 1990 | Alain Prost                              | Ferrari                                  | Interlagos                               |                                          |                                          |
| 1989 | Nigel Mansell                            | Ferrari                                  | Jacarepagua                              |                                          |                                          |
| 1988 | Alain Prost                              | McLaren-Honda                            | Jacarepagua                              |                                          |                                          |
| 1987 | Alain Prost                              | McLaren-TAG                              | Jacarepagua                              |                                          |                                          |
| 1986 | Nelson Piquet                            | Williams-Honda                           | Jacarepagua                              |                                          |                                          |
| 1985 | Alain Prost                              | McLaren-TAG                              | Jacarepagua                              |                                          |                                          |
| 1984 | Alain Prost                              | McLaren-TAG                              | Jacarepagua                              |                                          |                                          |
| 1983 | Nelson Piquet                            | Brabham-BMW                              | Jacarepagua                              |                                          |                                          |
| 1982 | Alain Prost                              | Renault                                  | Jacarepagua                              |                                          |                                          |
| 1981 | Carlos Reutemann                         | Williams-Cosworth                        | Jacarepagua                              |                                          |                                          |
| 1980 | René Arnoux                              | Renault                                  | Interlagos                               |                                          |                                          |
| 1979 | Jacques Laffite                          | Ligier-Cosworth                          | Interlagos                               |                                          |                                          |
| 1978 | Carlos Reutemann                         | Ferrari                                  | Jacarepagua                              |                                          |                                          |
| 1977 | Carlos Reutemann                         | Ferrari                                  | Interlagos                               |                                          |                                          |
| 1976 | Niki Lauda                               | Ferrari                                  | Interlagos                               |                                          |                                          |
| 1975 | Carlos Pace                              | Brabham-Cosworth                         | Interlagos                               |                                          |                                          |
| 1974 | Emerson Fittipaldi                       | McLaren-Cosworth                         | Interlagos                               |                                          |                                          |
| 1973 | Emerson Fittipaldi                       | Lotus-Cosworth                           | Interlagos                               |                                          |                                          |
| 1972 | Carlos Reutemann                         | Brabham-Cosworth                         | Interlagos                               |                                          |                                          |

De som er markeret med lyserøde baggrund var ikke en del af Formel 1-VM.

### Gentagne vindere (Kørere)
Kørene som er fremhavet i fedt deltager stadig i Formula One championship

Et lyserøde baggrund betyder at pågældende løb ikke var del af Formula One World Championship.
| Vundet | Kører              | Årene                              |
| ------ | ------------------ | ---------------------------------- |
| 6      | Alain Prost        | 1982, 1984, 1985, 1987, 1988, 1990 |
| 4      | Carlos Reutemann   | 1972, 1977, 1978, 1981             |
| 4      | Michael Schumacher | 1994, 1995, 2000, 2002             |
| 3      | Sebastian Vettel   | 2010, 2013, 2017                   |
| 2      | Emerson Fittipaldi | 1973, 1974                         |
| 2      | Nelson Piquet      | 1983, 1986                         |
| 2      | Nigel Mansell      | 1989, 1992                         |
| 2      | Ayrton Senna       | 1991, 1993                         |
| 2      | Mika Häkkinen      | 1998, 1999                         |
| 2      | Juan Pablo Montoya | 2004, 2005                         |
| 2      | Felipe Massa       | 2006, 2008                         |
| 2      | Mark Webber        | 2009, 2011                         |
| 2      | Nico Rosberg       | 2014, 2015                         |

### Gentagne vindere (Konstruktørene)
Konstruktørene som er fremhavet i fedt deltager stadig i Formula One championship

Et lyserøde baggrund betyder at pågældende løb ikke var del af Formula One World Championship.
| Vundet | Konstruktør | Årene                                                                  |
| ------ | ----------- | ---------------------------------------------------------------------- |
| 12     | McLaren     | 1974, 1984, 1985, 1987, 1988, 1991, 1993, 1998, 1999, 2001, 2005, 2012 |
| 10     | Ferrari     | 1976, 1977, 1978, 1989, 1990, 2000, 2002, 2006, 2007, 2008             |
| 6      | Williams    | 1981, 1986, 1992, 1996, 1997, 2004                                     |
| 4      | Red Bull    | 2009, 2010, 2011, 2013                                                 |
| 3      | Brabham     | 1972, 1975, 1983                                                       |
| 3      | Mercedes    | 2014, 2015, 2016                                                       |
| 2      | Benetton    | 1994, 1995                                                             |
| 2      | Renault     | 1980, 1982                                                             |

## Sponsorer
- Grande Prêmio Marlboro do Brasil 1999-2004
- Grande Prêmio Petrobras do Brasil 2009-nuværende

23°42′04″S 46°41′49″V / 23.701°S 46.697°V